# قطع الحبل الشوكي
قطع الحبل الشوكي (أواستئصال الحبل الشوكي ) هو إجراء جراحي يعمل على تعطيل مسارات محددة موصلة للألم في النخاع الشوكي، وذلك لتحقيق فقدان الإحساس بالألم ودرجة الحرارة. يتم إجراء هذا الإجراء عادة على المرضى الذين يعانون من آلام شديدة بسبب السرطان أو أمراض أخرى غير قابلة للشفاء. إن استئصال الحبل الشوكي من الجانب الأمامي فعال لتخفيف الألم الجسدي أحادي الجانب، في حين قد تكون استئصال الحبل الشوكي الثنائي ضرورية لتخفيف الألم الحشوي أو الثنائي.

## دواعي الاستعمال
يتم إجراء عملية قطع الحبل السري كما هو الحال بالنسبة للمرضى الذين يعانون من آلام شديدة ومستعصية، والتي عادة ما تكون بسبب السرطان ولكن ليس دائما. نظرًا لأن عملية قطع الحبل السري غير قابلة للعكس وتتطلب تدخلاً نسبيًا، فإنها تستخدم حصريًا لعلاج الألم حيث ثبت أن العلاج حتى المستوى الثالث من سلم الألم لمنظمة الصحة العالمية (أي استخدام المواد الأفيونية الرئيسية مثل المورفين) غير كافٍ. يُعد استئصال الحبل السري مناسبًا بشكل خاص للألم الناتج عن السرطانات المرتبطة بالأسبستوس مثل الورم المتوسط الجنبي والصفاقي.

## إجراء
يتم الآن إجراء معظم عمليات قطع الحبل السري عن طريق الجلد باستخدام التوجيه الفلوري أو التصوير المقطعي المحوسب بينما يكون المريض مستيقظًا تحت تأثير التخدير الموضعي. ينقسم المسار الشوكي المهادي عادة عند المستوى C1-C2.
تتطلب عملية قطع الحبل الشوكي المفتوح استئصال الصفيحة الفقرية (إزالة جزء من فقرة واحدة أو أكثر)، وتتم تحت تأثير التخدير العام وتستغرق وقتا أطول للتعافي كما أنها تنطوي على مخاطر أعلى من الآثار الجانبية بما في ذلك الضعف الدائم. مع ذلك، لا يزال يتم استخدامه في بعض الأحيان عندما يكون قطع الحبل السري عن طريق الجلد غير ممكن، وخاصة عند الأطفال أو المرضى الآخرين غير القادرين على التعاون. في عملية استئصال الحبل الشوكي المفتوحة، يتم استخدام النهج الصدري عادة حتى لا تتعرض أجزاء الحبل الشوكي التي تتحكم في عضلات التنفس للخطر.

## الآثار السلبية
يمكن أن تكون عملية قطع الحبل الشوكي فعالة للغاية في تخفيف الألم، ولكن لها آثار جانبية كبيرة. وتشمل هذه الأعراض خدرًا (إحساسًا غير طبيعي)، واحتباس البول و(في حالة قطع الحبل الشوكي العنقي الثنائي) انقطاع النفس أثناء النوم ( متلازمة نقص التهوية المركزي المكتسب ) الناجم عن الانقسام غير المقصود للمسالك الشبكية الشوكية.

## تاريخ
تم إجراء عملية قطع الحبل الشوكي لأول مرة في عام 1912 من قبل جراحي الأعصاب الأمريكيين ويليام جيبسون سبيلر (1863 – 1940) وإدوارد مارتن (1859 – 1938).  وبسبب المخاطر الجراحية، ظلت هذه العملية نادرة حتى تم تطوير تقنية الجلد في عام 1965. خلال تسعينيات القرن العشرين، أصبح هذا الإجراء أقل استخدامًا على نطاق واسع، ويرجع ذلك جزئيًا إلى تحسن خيارات التحكم في الألم الطبي، وجزئيًا بسبب القلق بشأن الآثار الجانبية. ومع ذلك، لا يزال يعتبر علاجًا فعالًا للألم الشديد.

## الإجراءات الجراحية البديلة للألم
لقد تطور عدد من الإجراءات الجراحية البديلة في القرن العشرين. وتشمل هذه:
- استئصال النخاع الشوكي ، لعلاج الألم الثنائي الناتج عن الأورام الخبيثة في الحوض أو البطن.[9]

- قطع النخاع الشوكي من خلال نقاط أو خط وسط محدود لعلاج آلام الحوض والبطن الحشوية.[10][11]

تشمل الخيارات الأخرى للألم المستعصي طبيًا والتي لا تنطوي على جراحة مفتوحة زرع مضخة داخل القراب الشوكي (محرك حقنة يسلم الدواء إلى المساحة المحيطة بالحبل الشوكي) وإعطاء التخدير الموضعي و/أو المواد الأفيونية.